# Przestrzeń Eilenberga-MacLane’a
W matematyce, dokładniej w topologii algebraicznej przestrzenią Eilenberga-MacLane’a (typu {\displaystyle K(G,n)}) nazywamy każdą łukowo spójną przestrzeń topologiczną mającą tylko jedną nietrywialną, izomorficzną z {\displaystyle G\neq \{e\}} grupę homotopii wymiaru {\displaystyle n\in \mathbb {N} ^{+}}.

## Przykłady
- Sfera 1-wymiarowa {\displaystyle \mathbb {S} ^{1}} jest przestrzenią Eilenberga-MacLane’a typu {\displaystyle K(\mathbb {Z} ,1).}
- Nieskończenie wymiarowa rzeczywista przestrzeń rzutowa {\displaystyle \mathbb {RP} ^{\infty }} jest przestrzenią Eilenberga-MacLane’a typu {\displaystyle K(\mathbb {Z} _{2},1).}
- Nieskończenie wymiarowa zespolona przestrzeń rzutowa {\displaystyle \mathbb {CP} ^{\infty }} jest przestrzenią Eilenberga-MacLane’a typu {\displaystyle K(\mathbb {Z} ,2)}[1].